# La Chapelle-aux-Lys
La Chapelle-aux-Lys korábbi község Franciaország Loire mente régiójában, Vendée megyében. Lakosainak száma 259 fő (2020. január 1.). La Chapelle-aux-Lys Le Busseau, Saint-Paul-en-Gâtine, Breuil-Barret, Loge-Fougereuse és Saint-Hilaire-de-Voust községekkel határos.
2023. január 1-jén Breuil-Barret és La Tardière korábbi községekkel egyesült és az így létrejött Terval új község része lett.

## Népesség
A település népességének változása:
| Lakosok száma | 251  | 251  | 254  | 253  | 256  | 260  | 259  |
|               | 2013 | 2015 | 2016 | 2017 | 2018 | 2019 | 2020 |